# Fodina stola
Fodina stola är en fjärilsart som beskrevs av Achille Guenée 1852. Fodina stola ingår i släktet Fodina och familjen nattflyn. Inga underarter finns listade i Catalogue of Life.